# William Beausire
William Robert Beausire, también conocido como Guillermo Roberto Beausire Alonso (Recoleta, Santiago de Chile, 3 de diciembre de 1948 - Buenos Aires, 2 de noviembre de 1974) fue un corredor de bolsa británico con doble nacionalidad británica y chilena, secuestrado mientras estaba en tránsito en el aeropuerto de Buenos Aires en noviembre de 1974, y luego trasladado a un centro de tortura en Chile y nunca vuelto a ver. Aparece en la lista de personas consideradas desaparecidas durante la dictadura de Augusto Pinochet.

## Biografía
William Beausire era un empresario británico, hijo de padre británico y madre chilena, y contaba con doble nacionalidad. Él y sus hermanas crecieron en Chile. Fue secuestrado en el Aeropuerto Internacional de Ezeiza por agentes de las fuerzas de seguridad argentinas vestidos de civil el 2 de noviembre de 1974, cuando se dirigía a Francia.
 Desde allí fue trasladado a Chile a las oficinas de la DINA, la policía secreta chilena, en la calle José Domingo Cañas, en Santiago, donde su madre y su hermana Diana estaban siendo interrogadas, y posteriormente fue llevado al centro de torturas de Villa Grimaldi.
Se cree Beausire era un objetivo de la DINA porque su hermana Mary-Anne se oponía al régimen, y estaba viviendo con Andrés Pascal Allende, un revolucionario y miembro destacado del MIR, entonces en la oposición clandestina al régimen militar, y sobrino del depuesto presidente chileno de la Unidad Popular, Salvador Allende. Se cree Beausire fue atacdo en un intento de averiguar donde se encontraban Mary-Anne y Andrés Pascal.
Testigos dicen que a Beausire le aplicaron descargas eléctricas le introdujeron palos en el recto y lo colgaron en el aire. El 17 de mayo de 1975 fue trasladado a la Venda Sexy, otro centro de la DINA en la calle Irán, Santiago. La última vez que se supo de William Beausire fue el 2 de julio de ese año, cuando testigos informaron haber visto a agentes de la DINA sacándolo de un edificio en la calle Irán. Su madre, Inés Beausire, y su hermana Diana iniciaron una búsqueda infructuosa de él. En junio de 1976, el gobierno del Reino Unido remitió el caso a las Naciones Unidas. Beausire tenía 26 años cuando fue arrestado.
En 1981, su caso se destacó cuando apareció en la serie de televisión Prisoners of Conscience de BBC TV, con Richard Griffiths interpretando a Beausire.